# Bad Luck Banging or Loony Porn
Bad Luck Banging or Loony Porn (Originaltitel Babardeală cu bucluc sau porno balamuc) ist ein Spielfilm von Radu Jude aus dem Jahr 2021. Der Film wirft einen respektlosen politischen Blick auf das heutige Rumänien, wofür stellvertretend eine Racheporno-Geschichte steht. Der Amateur-Pornofilm einer Lehrerin wird von Unbekannten im Internet veröffentlicht, mit ungeahnten Konsequenzen.
Die europäische Koproduktion wurde in den Wettbewerb der 71. Internationalen Filmfestspielen Berlin eingeladen, wo sie den Hauptpreis gewann. Der Kinostart in Deutschland war am 8. Juli 2021. Die deutsche DVD-Premiere erfolgte am 23. November 2021.

## Handlung
Zu Beginn wird der von der Lehrerin Emi und ihrem Ehemann selbstgemachte Pornofilm gezeigt. Der anstößige Clip findet seinen Weg ins Internet und bald darauf auf die Handys ihrer Schüler und in die WhatsApp-Gruppe der empörten Eltern. Der Film teilt sich folgend in drei Kapitel:

### Part I – One-way street (»Teil 1: Einbahnstraße«)
Emi läuft während der COVID-19-Pandemie unruhig durch Bukarest und tätigt verschiedene Einkäufe, unter anderem kauft sie in einem Antiquariat eine Ausgabe von Edgar Lee Masters’ Spoon River Anthology. Sie besucht die befreundete Schuldirektorin, die bei der abendlichen Diskussion mit den Eltern anwesend sein wird. Der Pornofilm wurde zum Entsetzen Emis in der Zwischenzeit von Unbekannten wieder auf die Website Pornhub hochgeladen. Sie ist gestressten Passanten, Kunden und falschparkenden Autofahrern in teilweise viel zu großen Fahrzeugen ausgesetzt.

### Part II – Short dictionary of anecdotes, signs, and wonders (»Teil 2: Kurzes Wörterbuch der Anekdoten, Zeichen und Wunder«)
Der zweite Teil präsentiert als eine Art Essayfilm ein enzyklopädisches Kompendium verschiedener Begriffe, das als Collage historischer Dokumente, von Bildern und Aphorismen mit oft zynischen Anekdoten inszeniert ist. Die Begriffe sind zum Teil der rumänischen Geschichte oder der Gesellschaft entnommen (u. a. „Ceaușescu“, „Eminescu“, „Haus des Volkes“, „Rumänisch-Orthodoxe Kirche“, „Rumänische Revolution“). Von A wie „Aborigini“ bis Z wie „Zen“ werden die Einträge mit Überlegungen zur Sexualität oder der Rolle des Kinos verknüpft. Es finden sich unter anderem Beiträge über Blondinen-Witze, Cunt, Familie, Fellatio, Gehalt, Geld, Jesus, Kinder, Krieg, Kultur, Liebe, Livecam, Luxus, Mathematik, Militär, Patriotismus, Penis, Politik, Pornografie, Rassismus, Social Distancing, Selfie, Vergewaltigung und Weihnachten.
Ein Fragment dieser Sequenz ist ein Zitat von Siegfried Kracauer aus seinem Buch „Theory of film“. Es spricht vom Kino als dem Schild des Perseus, mit dem er die Gorgone Medusa im Kampf sehen kann, ohne durch einen direkten Blick versteinert zu werden. Das direkte Erleben von Gewalt lähmt vor Angst, sie kann aber im Bild erkannt werden. Ein weiterer Aphorismus erscheint vor einem Friedhof: „Mathematik ist die Konsequenz dessen, was wäre, wenn überhaupt etwas sein könnte.“ Vor dem Bild einer Weihnachtskrippe steht: „Dem in Simferopol, Russland stationierten Einsatzkommando IIB wurde befohlen, 3.000 Juden und Roma vor Weihnachten zu töten. Der Befehl wird in hohem Tempo ausgeführt, um den Truppen zu erlauben, die Geburt Christi zu feiern.“

### Part III – Praxis and innuendos (Sitcom) (»Teil 3: Praxis und Anspielungen (Sitcom)«)
Während einer Versammlung, pandemiebedingt im Innenhof der Schule ausgerichtet, muss sich Emi vor den aufgebrachten Eltern rechtfertigen. Diese stehen für die verschiedensten Positionen der rumänischen Gesellschaft – vom strengen Militär und ehemaligen Ceaușescu-Anhänger über neureiche Ausländer bis zum liberalen Homosexuellen. Weil sie entgegen dem Rahmenlehrplan auch die Literatur von Isaak Babel behandelt hat, wird ihr „jüdische Propaganda“ vorgeworfen. An Stelle von Argumenten hagelt es obszöne Beleidigungen und Vorwürfe gegen Emi. Die Elternversammlung kommt einem unfairen Schauprozess gleich. Zum Schluss werden drei alternative Varianten nebeneinander gestellt, wie die Versammlung für Emi enden könnte:
1. Die Mehrheit der Eltern entscheidet sich per Handzeichen gegen Sanktionen für Emi.
2. Die Mehrheit der Eltern votiert für einen Ausschluss der Lehrerin von der Schule.
3. Die Mehrheit entscheidet sich für den Ausschluss Emis, daraufhin setzt sie vor Wut ungeahnte Kräfte frei. Sie verwandelt sich in Wonder Woman, nimmt die Elternschar mit einem riesigen Netz gefangen und stößt jedem von ihnen einen übergroßen Dildo mehrfach in den Rachen.

## Hintergrund
Bad Luck Banging or Loony Porn ist der neunte Spielfilm, bei dem Jude Regie führte. Sein neuestes Werk wurde noch vor der Veröffentlichung als „Zusammentreffen zwischen Immanuel Kant (das moralische Gesetz) und Emanuelle Cunt (das sterbliche Gesetz)“ beschrieben. Der Kritiker Andrei Gorzo fasste den Film als „aggressiv, experimentell, voller Ideen und vor allem mit einem überaus prägnanten Sinn für die Gegenwart“ zusammen.

## Interpretation und Rezeption
Radu Jude gab an, beim 2. Teil durch das „Dictionnaire des idées reçues“ (Wörterbuch der Vorurteile) von Gustave Flaubert sowie den filmischen Modernismus, besonders Jean-Luc Godard beeinflusst worden zu sein.
Der Film schnitt im internationalen Kritikenspiegel der britischen Fachzeitschrift Screen International von allen 15 Wettbewerbsfilmen mit 2,4 von vier möglichen Sternen am achtbesten ab, während der japanische Spielfilm Das Glücksrad und die deutsche Dokumentation Herr Bachmann und seine Klasse die Rangliste mit je 3,3 Sternen anführten.

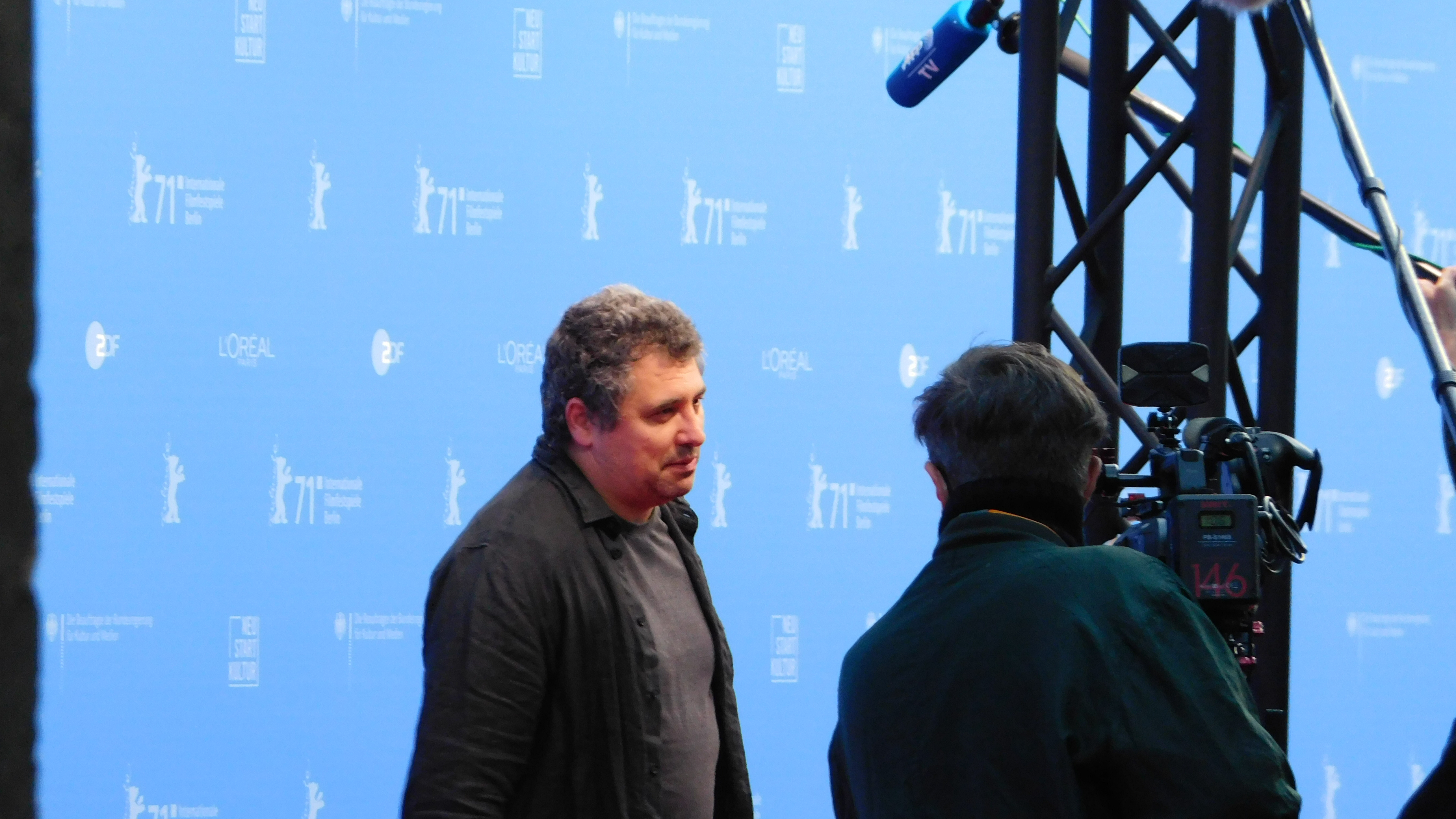
Radu Jude bei der Preisverleihung am 13. Juni 2021 auf der Museumsinsel

Andreas Kilb (Frankfurter Allgemeine Zeitung) schätzte Judes Film als eher unsicheren Kandidaten auf mögliche Berlinale-Preise ein. Schuld daran sei vor allem das am Anfang stehende Pornovideo. Bad Luck Banging or Loony Porn greife ein „aktuelles Problem, den Status der Intimität in der neuen Streaming-Welt“ auf. Dass die Schauspieler im Film Gesichtsmasken tragen, sei dem Corona-Jahr und dem Gestus der „grellen Sozialsatire“ angemessen. So würden laut Kilb manche der Sprecher auf ihren Masken genau jene verzerrten Münder zeigen, die zu ihrem Gerede passen.
Laut Kathleen Hildebrand (Süddeutsche Zeitung) stach der Film „auf angenehm schockierende, offen politische Art aus einem Berlinale-Wettbewerb heraus, der ansonsten sehr viel Elegisches“ geboten habe. Jude erzähle „Emis Geschichte nicht als persönliches Problem“, stattdessen mache er „– sehr überzeugend – das ganz große Fass auf“.

## Auszeichnungen
Mit Bad Luck Banging or Loony Porn gewann Jude erstmals den Goldenen Bären der Berlinale. Es war die zweite Wettbewerbseinladung für ihn nach 2015 (Regiepreis für Aferim!).